# L'últim tirabol
L'últim tirabol és una de les cançons més conegudes i representatives del grup de rock Brams. Aquesta cançó apareix per primera vegada al primer treball discogràfic del grup “Amb el rock a la faixa” (1992), tot i que en discs posteriors també hi apareix. La música va ser composta per Sergi Valero, un dels primers membres del grup i, com en gairebé totes les cançons de Brams, la lletra és de Francesc Ribera "Titot", cantant del grup.

## Significat
La lletra tracta la història d'un jove que mor, en un accident de cotxe, el dia que comença la Patum de Berga. Es tracta d'una lletra molt emotiva que, a més, incorpora clares referències d'alguns elements claus de la festa berguedana. Quan parla de les espurnes de Patum es refereix a les espurnes dels fuets utilitzats en el salt de Maces, amb les Guites i en el salt de Plens.
Dimecres de Patum és un dels dies més importants per als berguedans i les berguedanes. Es fa un cercavila per tota la vila que acompanya la Banda, el Tabal, les Maces, les Guites i els Gegants Vells i que acaba a la plaça de Sant Joan i a la plaça de Sant Pere amb tirabols ben entrada la matinada.
La barana és el mur que hi ha a la plaça Sant Pere des d'on es poden veure amb una bona perspectiva tots els salts de Patum; la barreja és la beguda que se sol beure a Berga els dies de Patum. Es tracta d'una barreja d'anís i moscatell; pel que fa al barret i el mocador nuat, són dos dels elements de vestimenta més característics de la festa.
L'últim salt de Patum seria el diumenge a la matinada, durant els últims tirabols. Una mena de lluita o una cursa de resistència entre la gent que salta a la plaça i la banda de músics dona per finalitzada la Patum, un dels moments més emotius.

## Discografia on hi apareix
La cançó L'últim tirabol apareix en tres discs dels Brams.
| Any  | Títol del disc         | Observacions                                                                                            |
| ---- | ---------------------- | --- |
| 1992 | Amb el rock a la faixa | |
| 1997 | Brams al Liceu         | Disc enregistrat en directe el 8 de novembre de 1996 a La Capsa del Prat de Llobregat.                  |
| 2005 | Sempre Més             | Disc enregistrat en directe en el concert de comiat que els Brams van fer a Berga el 7 de maig de 2005. |

## La música
L'estil es podria emmarcar dins del rock, tot i tractar-se d'una melodia lenta, en consonància amb la temàtica de la lletra. En la versió original, el repertori instrumental està compost per bateria, baix, guitarra elèctrica, teclats i veus. En la versió del disc Sempre Més, adicionalment, hi ha saxo tenor i trompeta, a més de comptar amb la participació de la Banda del Memorial Ricard Cuadra, dirigida per Marcel Casellas i amb un arranjament de Sergi Cuenca. En el disc Sempre Més algunes de les estrofes no són cantades per Titot, deixant que se senti la veu del públic.